# Contrahierbas
Le Contrahierbas, également connu sous le nom de Contrayerba, est une montagne enneigée culminant à 5 956 m d'altitude, au Pérou. Son chaînon comporte également les sommets du Yanarraju (5 435 m), du Camchas (5 204 m), du Cajavilca (5 409 m), du Garhuanga (5 350 m) et du Mateo (5 200 m).
Il fait partie de la cordillère Blanche, dans les Andes péruviennes. Il est situé à la limite des provinces d'Asunción, de Carhuaz et de Yungay dans la région d'Ancash.

## Géographie

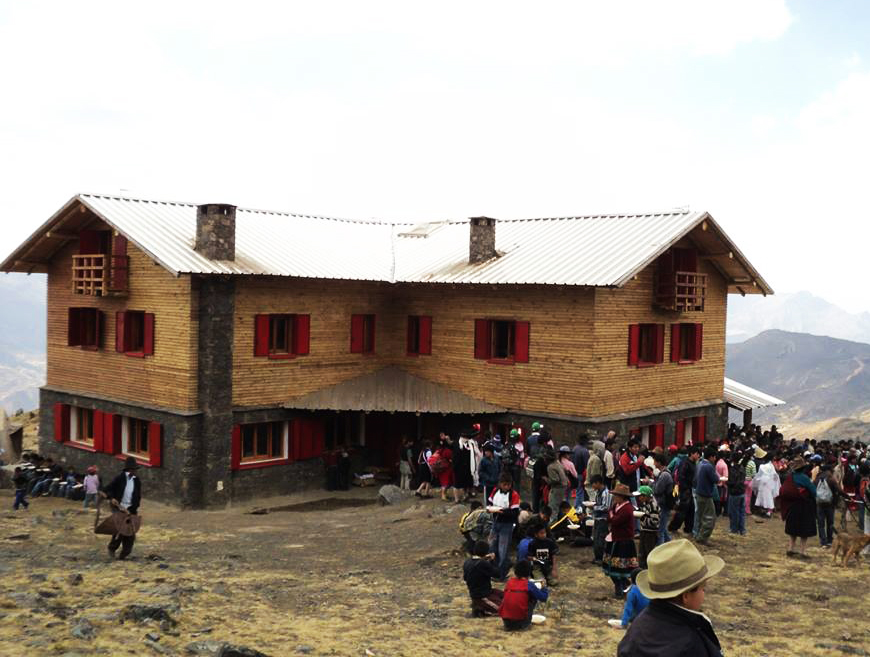
Le refuge Contrahierbas à 4200 m.

La montagne est située sur la ligne continentale de partage des eaux, séparant les bassins versants du Callejón de Huaylas vers le Pacifique et de la Sierra Oriental de Áncash vers l'Atlantique. Elle est située à l'est du Nevado Huascarán. Elle peut être observée depuis les villes de Yanama, Piscobamba, San Luis et Chacas.
En 2010, l'Opération Mato Grosso construit le refuge Contrahierbas, le quatrième refuge de montagne dans la cordillère Blanche. Il est situé à proximité du pic Cajavilca à 4 200 m. Il est possible de l'atteindre depuis la capitale du district de Yanama.